# 1101 Clematis
1101 Clematis је астероид са пречником од приближно 37,86 .
Афел астероида је на удаљености од 3,489 астрономских јединица (АЈ) од Сунца, а перихел на 2,980 АЈ.
Ексцентрицитет орбите износи 0,078, инклинација (нагиб) орбите у односу на раван еклиптике 21,406 степени, а орбитални период износи 2125,346 дана (5,818 година).
Апсолутна магнитуда астероида је 10,10 а геометријски албедо 0,112.
Астероид је откривен 22. септембра 1928. године.